# 郈昭伯
郈昭伯（？—前517年），姬姓，郈惠伯的後裔。
魯昭公二十五年（前517年），郈昭伯与季平子斗鸡，因郈昭伯給雞帶上金屬爪子，季平子失敗。季平子於是在郈昭伯領地擴張自己的住宅结怨。魯昭公的兒子公为、公果、公贲和季平子叔叔的季公亥（公若），都劝魯昭公诛杀季孙氏。鲁昭公問郈昭伯，郈昭伯同意，子家羈反對。鲁昭公在郈昭伯的怂恿下，讨伐季平子，季平子被圍困在高臺上。孟懿子支持季平子，將郈昭伯斬殺於南門之西。叔孙婼想援救魯昭公，沒有成功。鲁昭公流亡到齐鲁之交的郓地和乾侯。